# Rennrodel-Europameisterschaften 2021

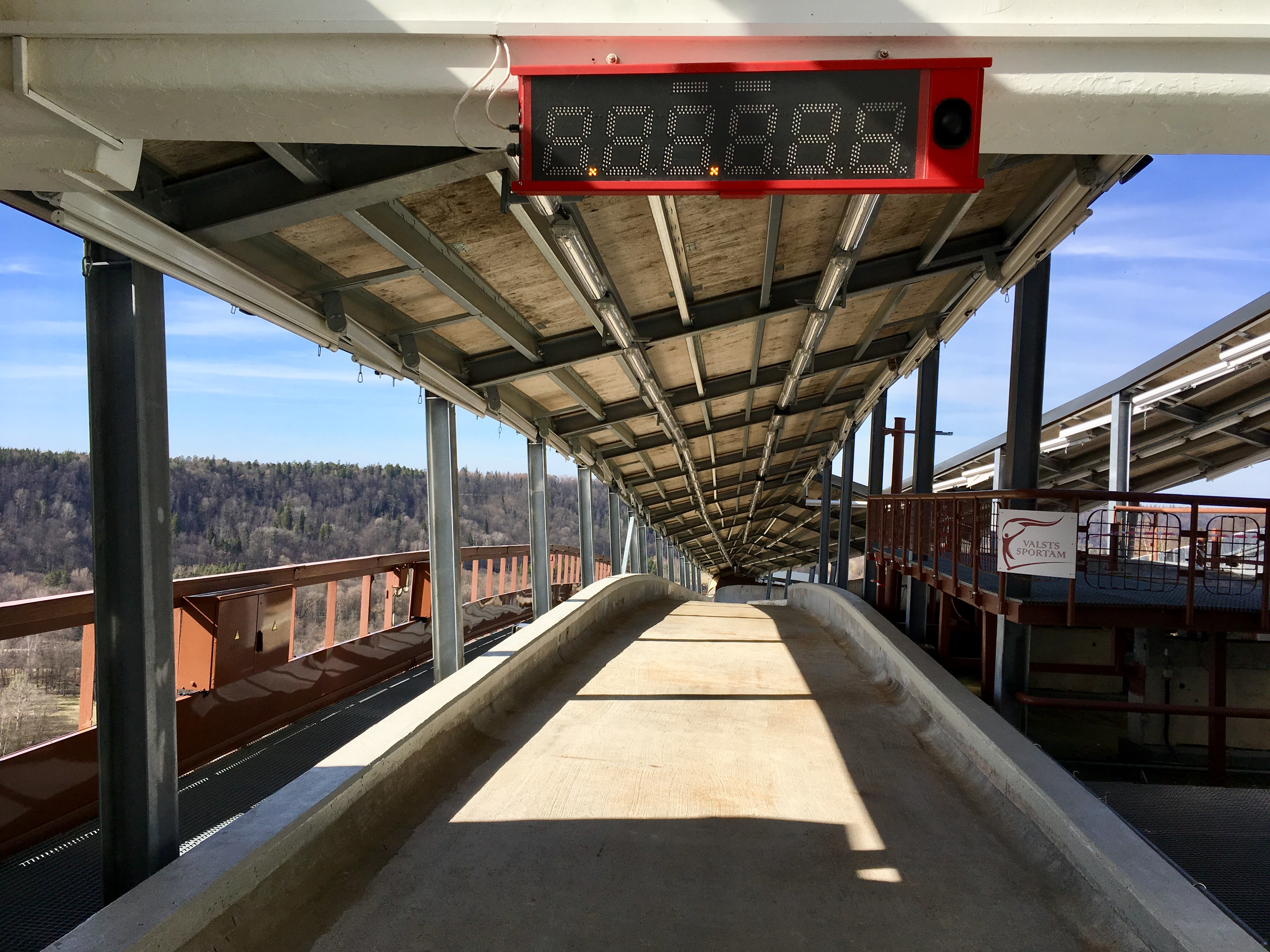
Rennrodelbahn Sigulda

Die 52. Rennrodel-Europameisterschaften wurden am 9. und 10. Januar 2021 im Rahmen des 6. Weltcuprennens der Saison 2020/21 in Sigulda, Lettland ausgetragen.

## Vergabe und Austragung
Die von der Fédération Internationale de Luge de Course organisierten kontinentalen Titelkämpfe wurden im Mai 2020 nach 1996, 2010, 2014 und 2018 zum fünften Mal an Sigulda vergeben. Es fanden Wettbewerbe in den Einsitzern für Männer und Frauen, dem Doppelsitzer sowie in der Disziplin der Teamstaffel statt. Abgesehen vom letzten Wettbewerb wurden alle Wettbewerbe in zwei Läufen entschieden. Neben der regulären Wertung wurde in den Ein- und Doppelsitzerwettbewerben zum zweiten Mal bei Europameisterschaften auch eine U23-Wertung vorgenommen.

## Titelverteidiger
Bei den vergangenen Europameisterschaften 2020 auf der Bob- und Rennschlittenbahn Hunderfossen in Lillehammer siegten Tatjana Iwanowa im Frauen-Einsitzer, Dominik Fischnaller im Männer-Einsitzer, das Doppelsitzerpaar Alexander Denissjew und Wladislaw Antonow sowie die Teamstaffel Österreichs in der Besetzung Madeleine Egle, David Gleirscher und Thomas Steu/Lorenz Koller.

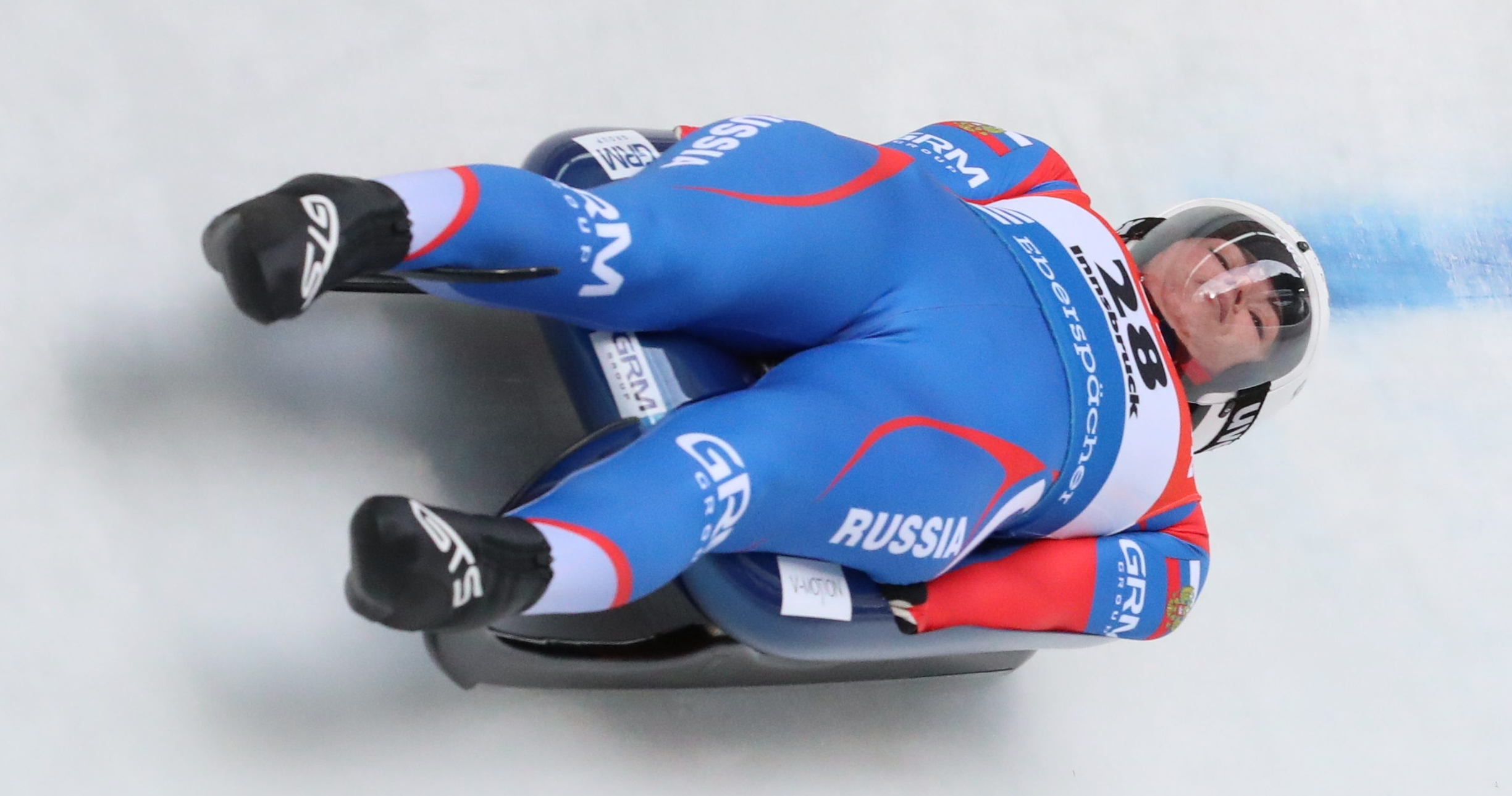
Tatjana Iwanowa
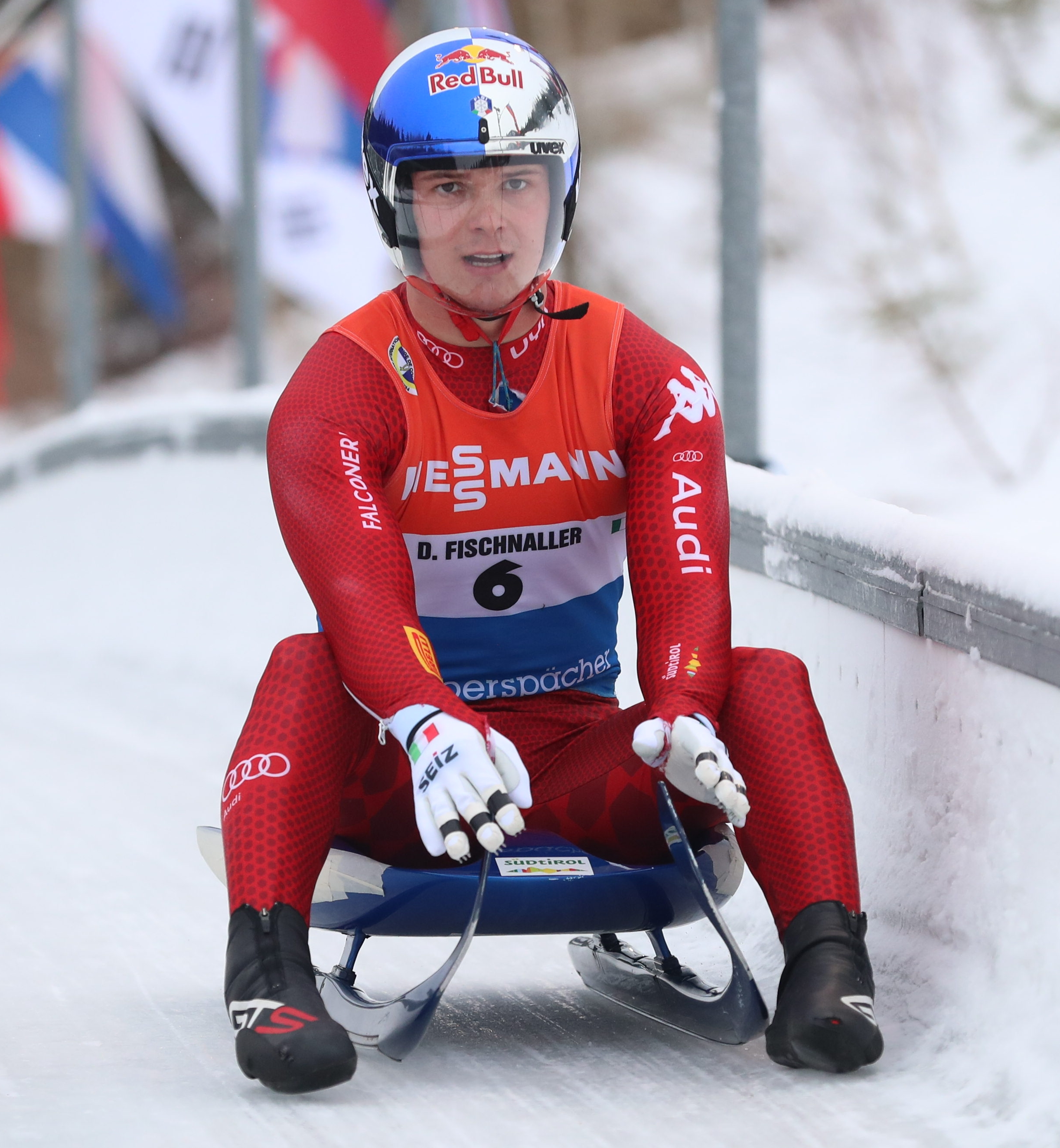
Dominik Fischnaller
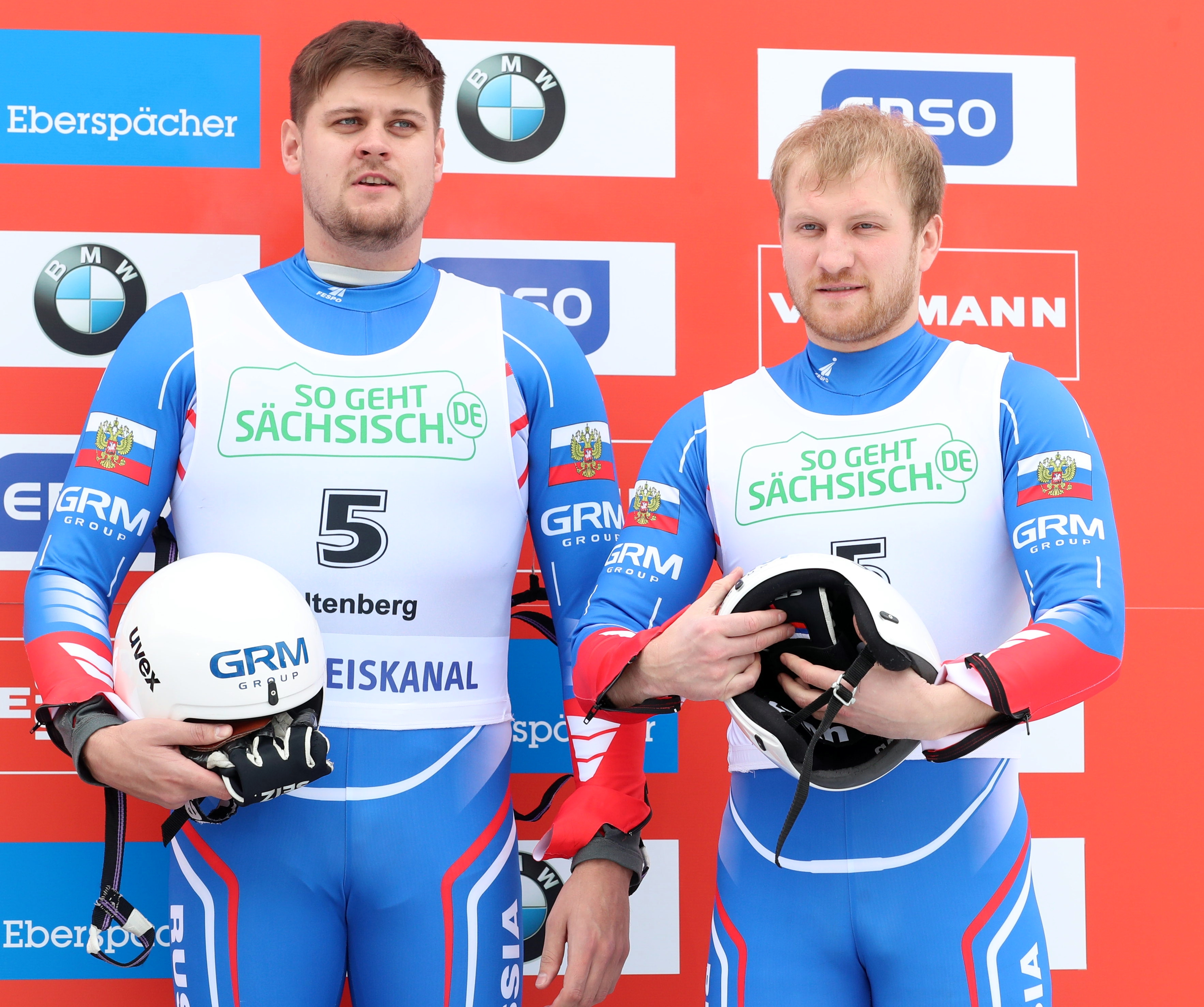
Alexander Denissjew und Wladislaw Antonow
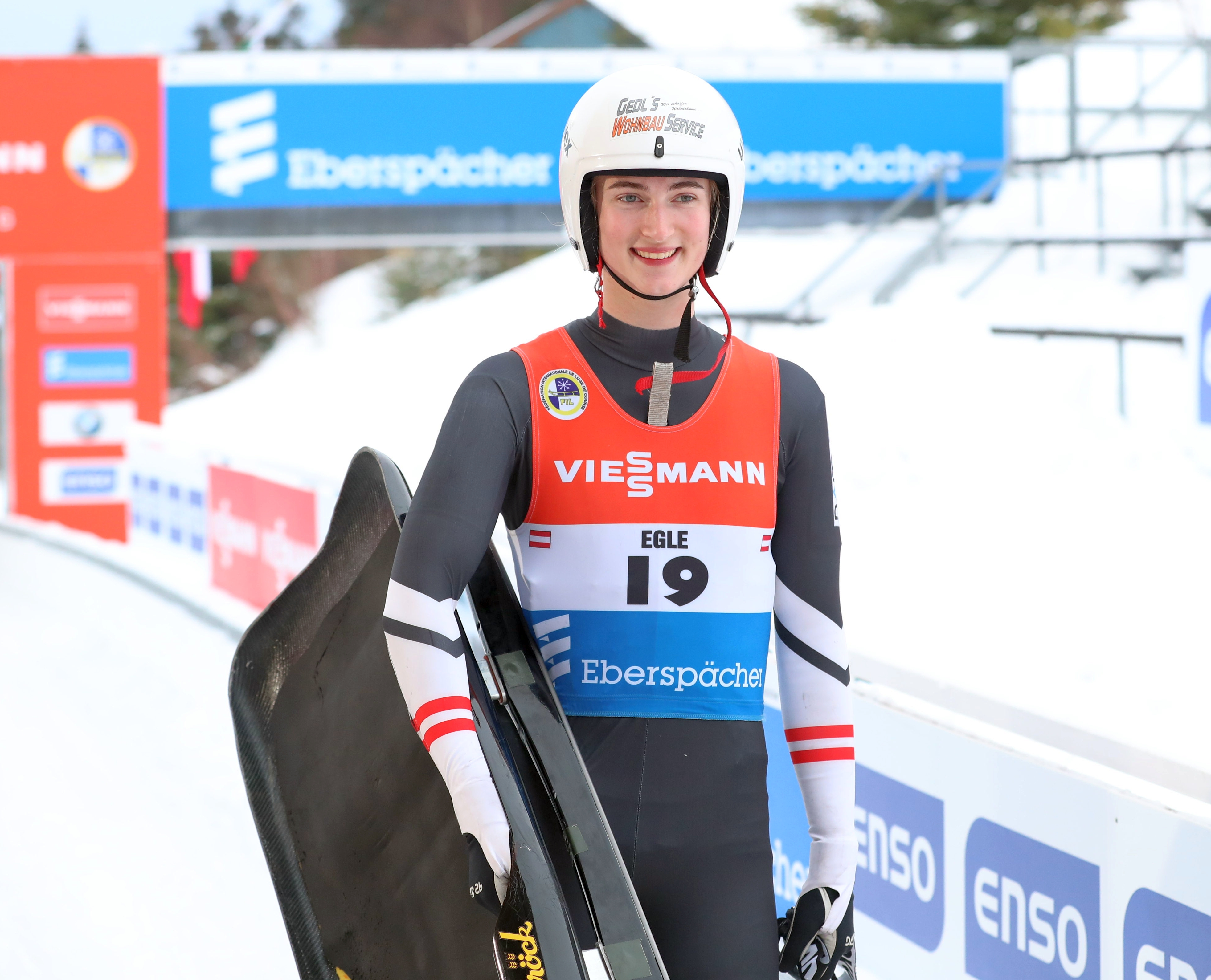
Madeleine Egle
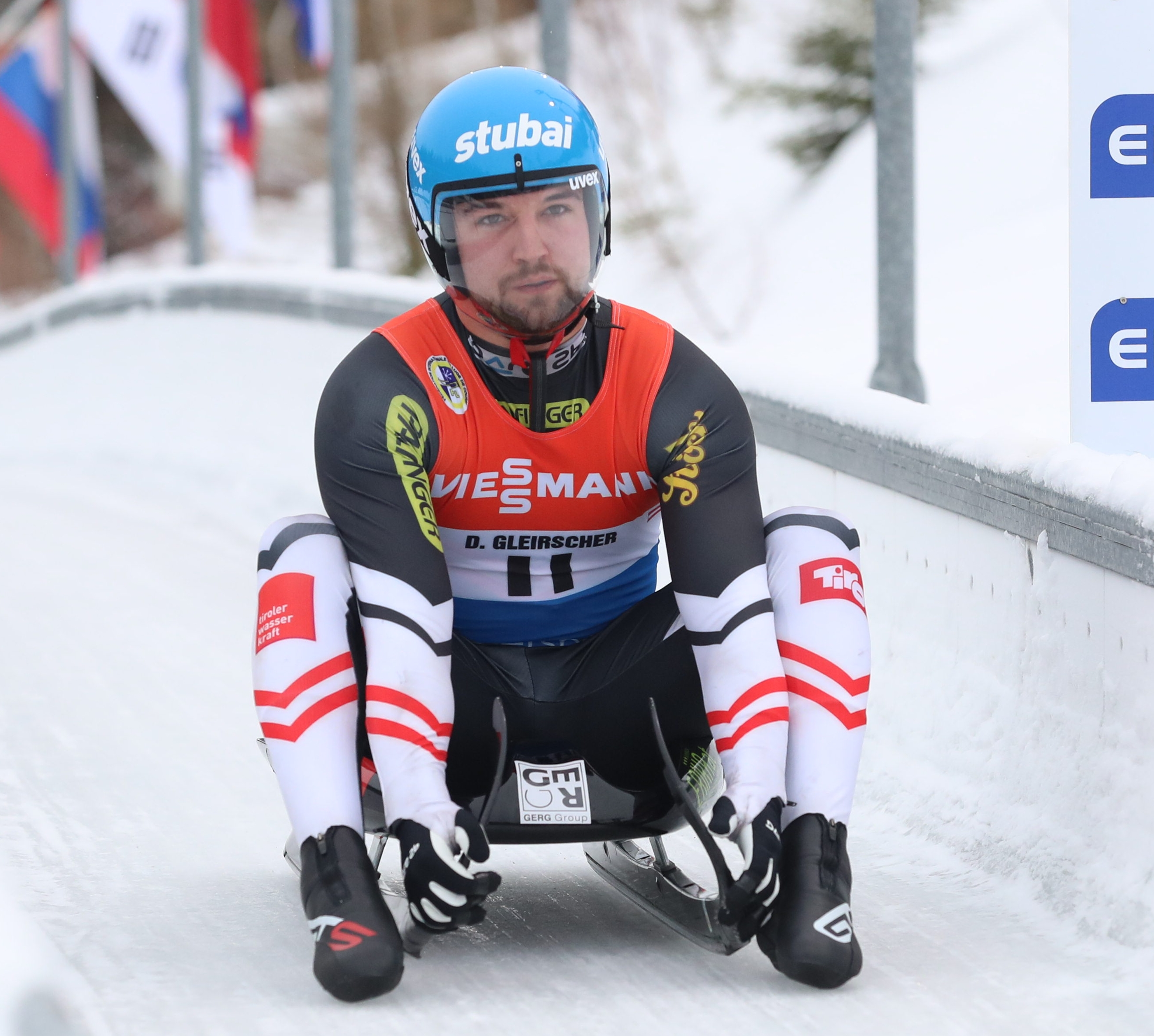
David Gleirscher
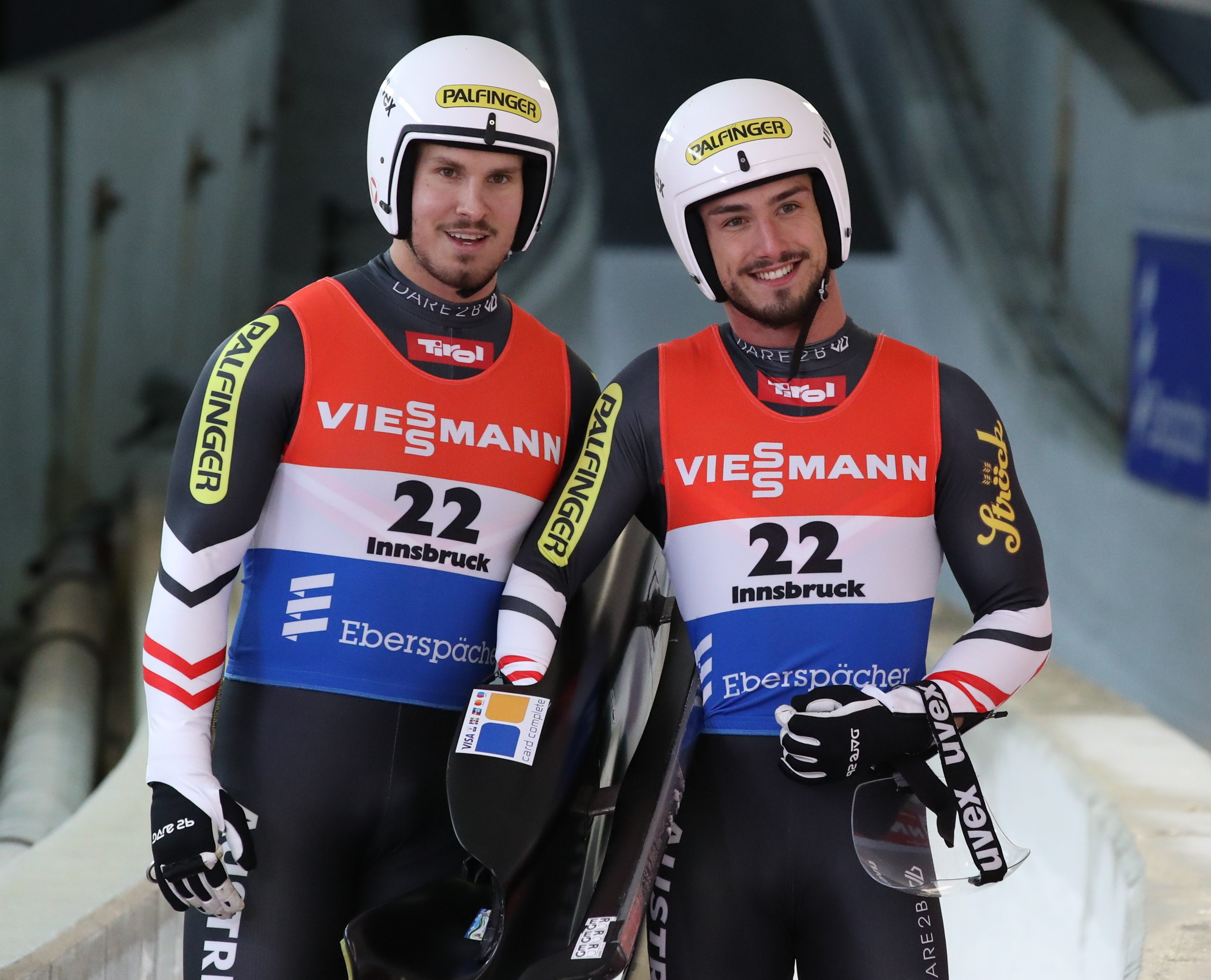
Thomas Steu und Lorenz Koller

## Ergebnisse

### Einsitzer der Frauen

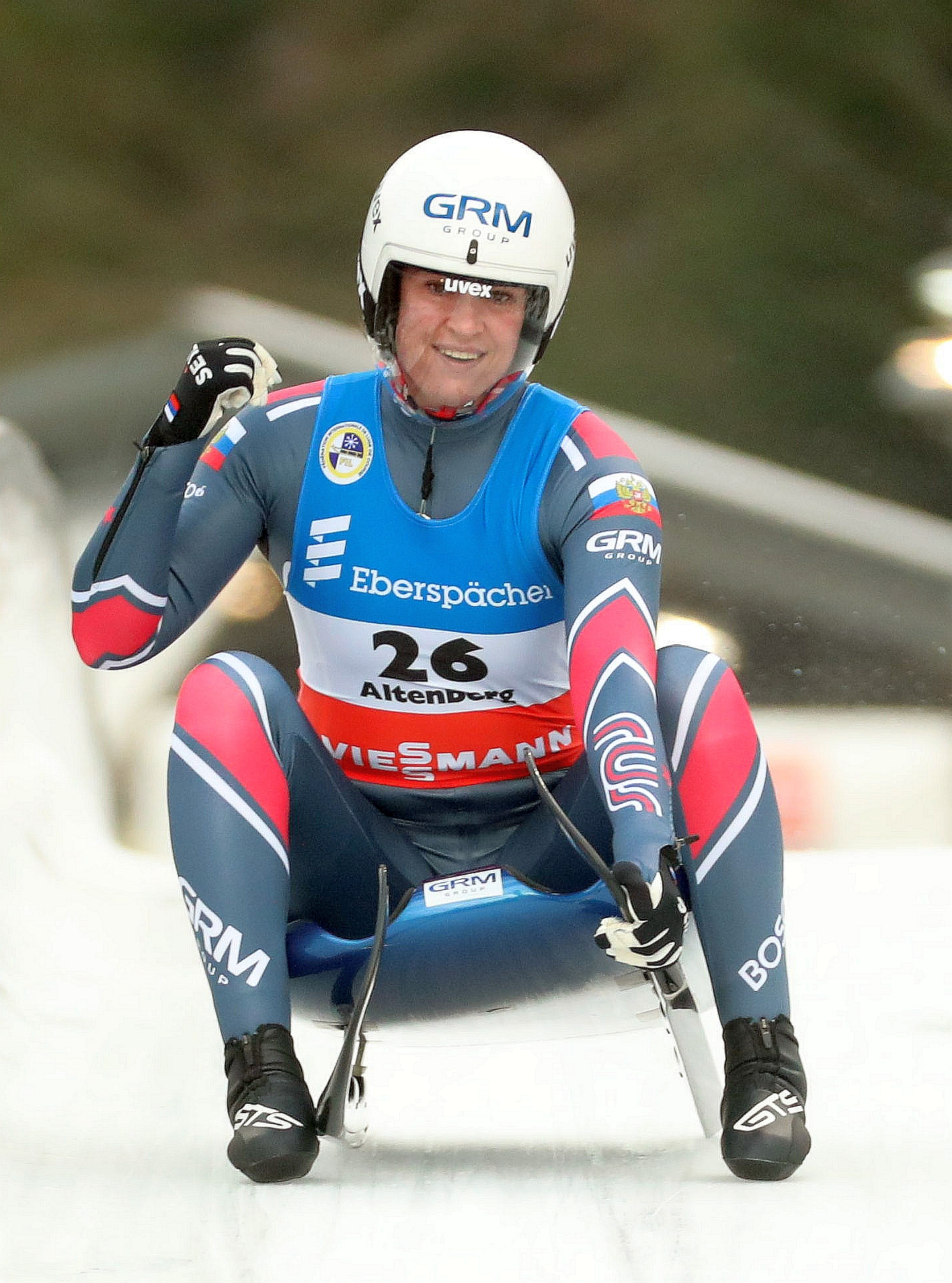
Tatjana Iwanowa, Europameisterin

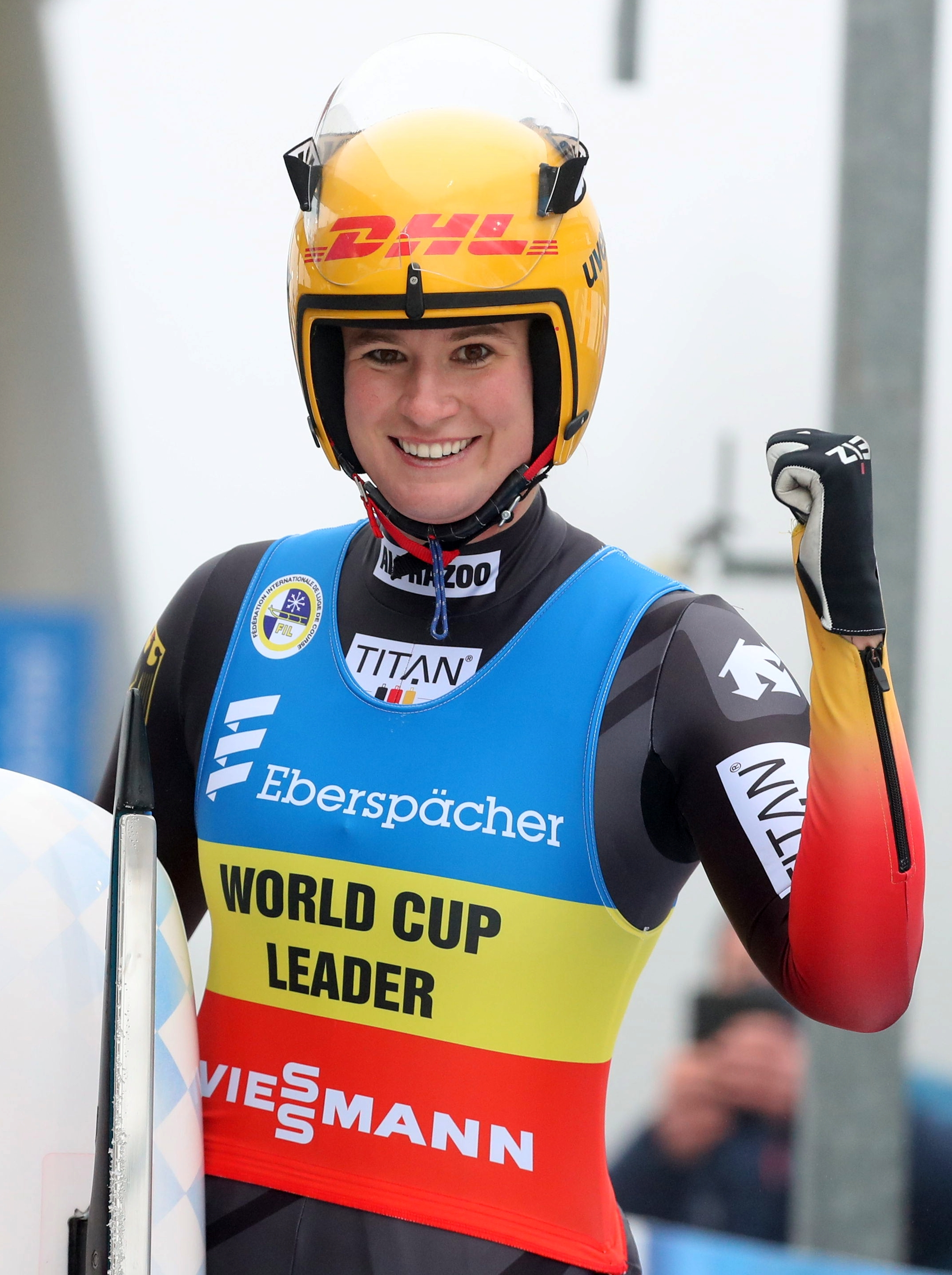
Natalie Geisenberger

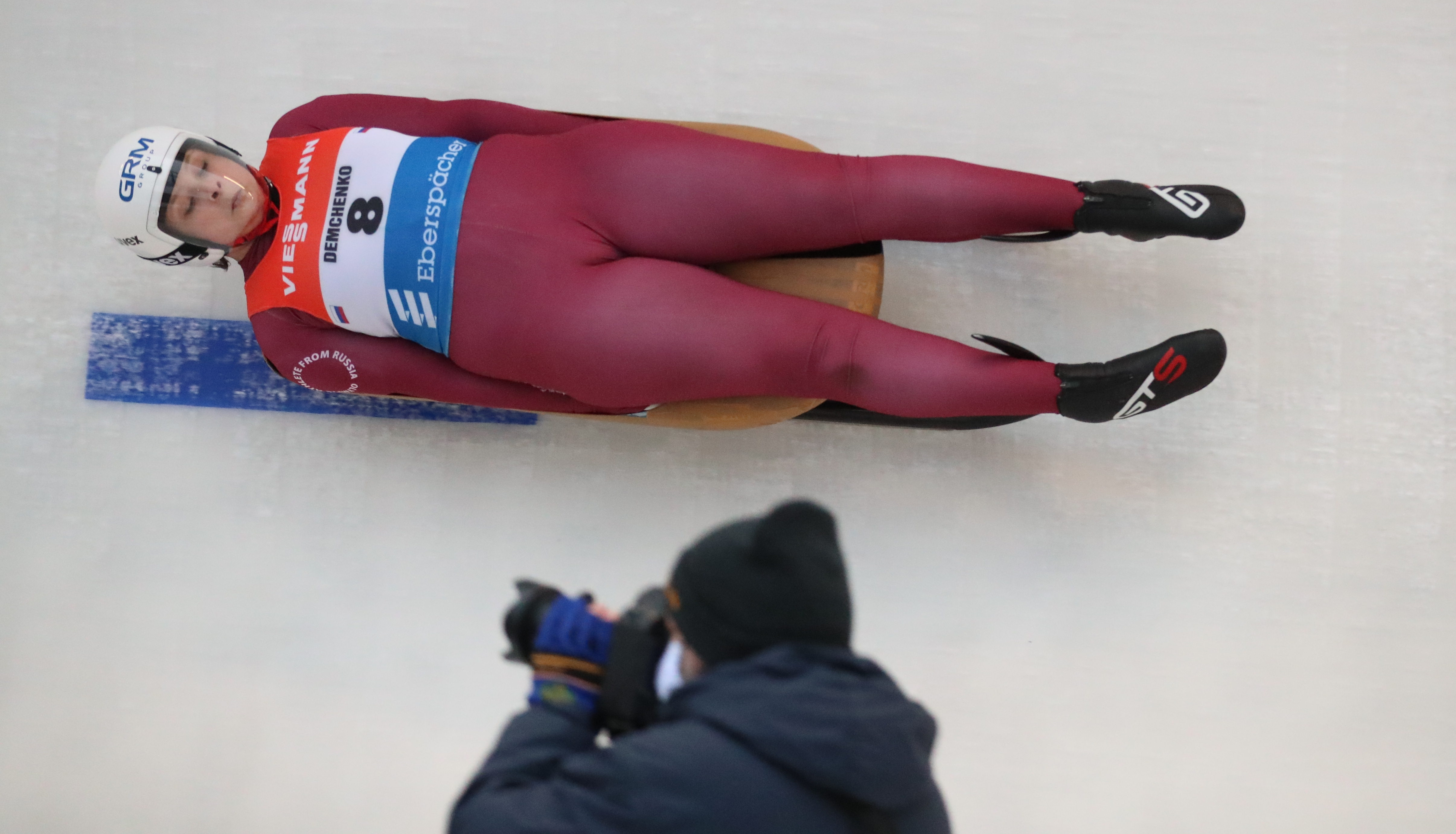
Wiktorija Demtschenko

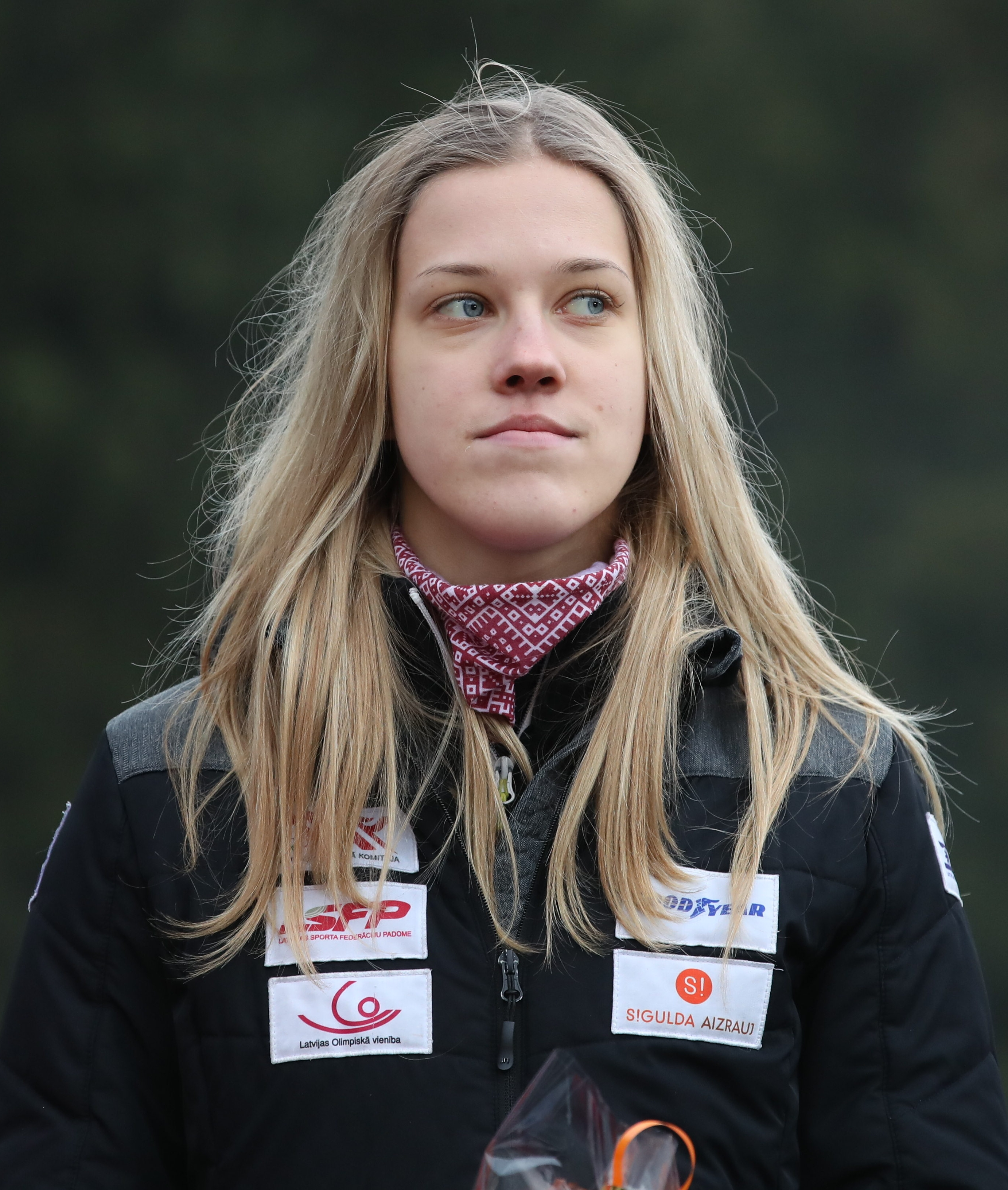
Elīna Ieva Vītola, U23-Europameisterin

| Platz | Sportlerin                | Laufzeiten        | Zeit             |
| ----- | ------------------------- | ----------------- | ---------------- |
| 01    | Tatjana Iwanowa           | 41,834 s 41,760 s | 1:23,594 Minuten |
| 02    | Natalie Geisenberger      | 41,829 s 41,817 s | 1:+0,052 s       |
| 03    | Wiktorija Demtschenko     | 41,882 s 41,873 s | 1:+0,161 s       |
| 04    | Julia Taubitz             | 41,968 s 41,936 s | 1:+0,310 s       |
| 05    | Elīna Ieva Vītola (U23)   | 42,005 s 41,989 s | 1:+0,400 s       |
| 06    | Elīza Tīruma              | 42,014 s 42,011 s | 1:+0,431 s       |
| 07    | Ulla Zirne                | 42,029 s 42,034 s | 1:+0,469 s       |
| 08    | Jekaterina Katnikowa      | 42,035 s 42,045 s | 1:+0,486 s       |
| 09    | Madeleine Egle (U23)      | 42,022 s 42,092 s | 1:+0,520 s       |
| 10    | Dajana Eitberger          | 42,141 s 42,152 s | 1:+0,699 s       |
| 11    | Andrea Vötter             | 42,190 s 42,172 s | 1:+0,768 s       |
| 12    | Julianna Tunyzka (U23)    | 42,343 s 42,361 s | 1:+1,110 s       |
| 13    | Olena Stezkiw             | 42,370 s 42,356 s | 1:+1,132 s       |
| 14    | Anna Berreiter (U23)      | 42,397 s 42,412 s | 1:+1,215 s       |
| 15    | Verena Hofer (U23)        | 42,449 s 42,416 s | 1:+1,271 s       |
| 16    | Natalie Maag              | 42,608 s 42,283 s | 1:+1,287 s       |
| 17    | Lisa Schulte (U23)        | 42,324 s 42,593 s | 1:+1,323 s       |
| 18    | Jekaterina Baturina       | 42,608 s 42,421 s | 1:+1,435 s       |
| 19    | Katarína Šimoňáková (U23) | 42,620 s 42,558 s | 1:+1,584 s       |
| 20    | Nina Zöggeler (U23)       | 42,716 s 43,083 s | 1:+2,205 s       |
| 21    | Tove Kohala (U23)         | 44,057 s 42,961 s | 1:+3,424 s       |
| 22    | Olena Smaha (U23)         |                   |                  |
| 23    | Natalia Jamróz (U23)      |                   |                  |
| 24    | Anna Bryk (U23)           |                   |                  |
| 25    | Hannah Prock (U23)        |                   |                  |
| 26    | Detelina Marinowa (U23)   |                   |                  |
| 27    | Elsa Desmond              |                   |                  |
| 28    | Doina Descalui (U23)      |                   |                  |
| 29    | Dania Obratov             |                   |                  |
| 30    | Daria Obratov             |                   |                  |
| DNF   | Klaudia Domaradzka (U23)  | 42,923 s DNF      |                  |
| DNF   | Kendija Aparjode          | DNF               |                  |

### Einsitzer der Männer

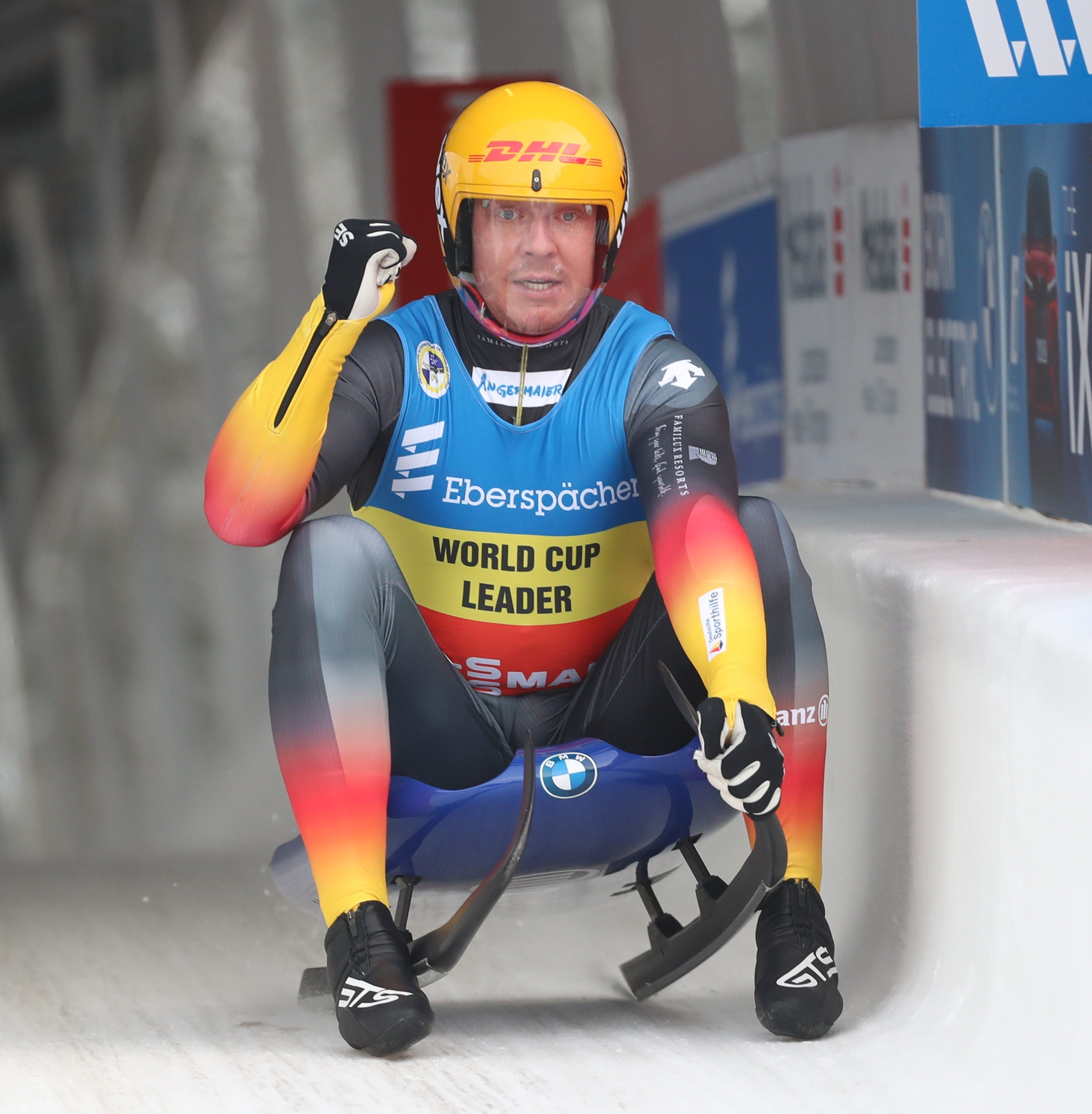
Felix Loch, Europameister

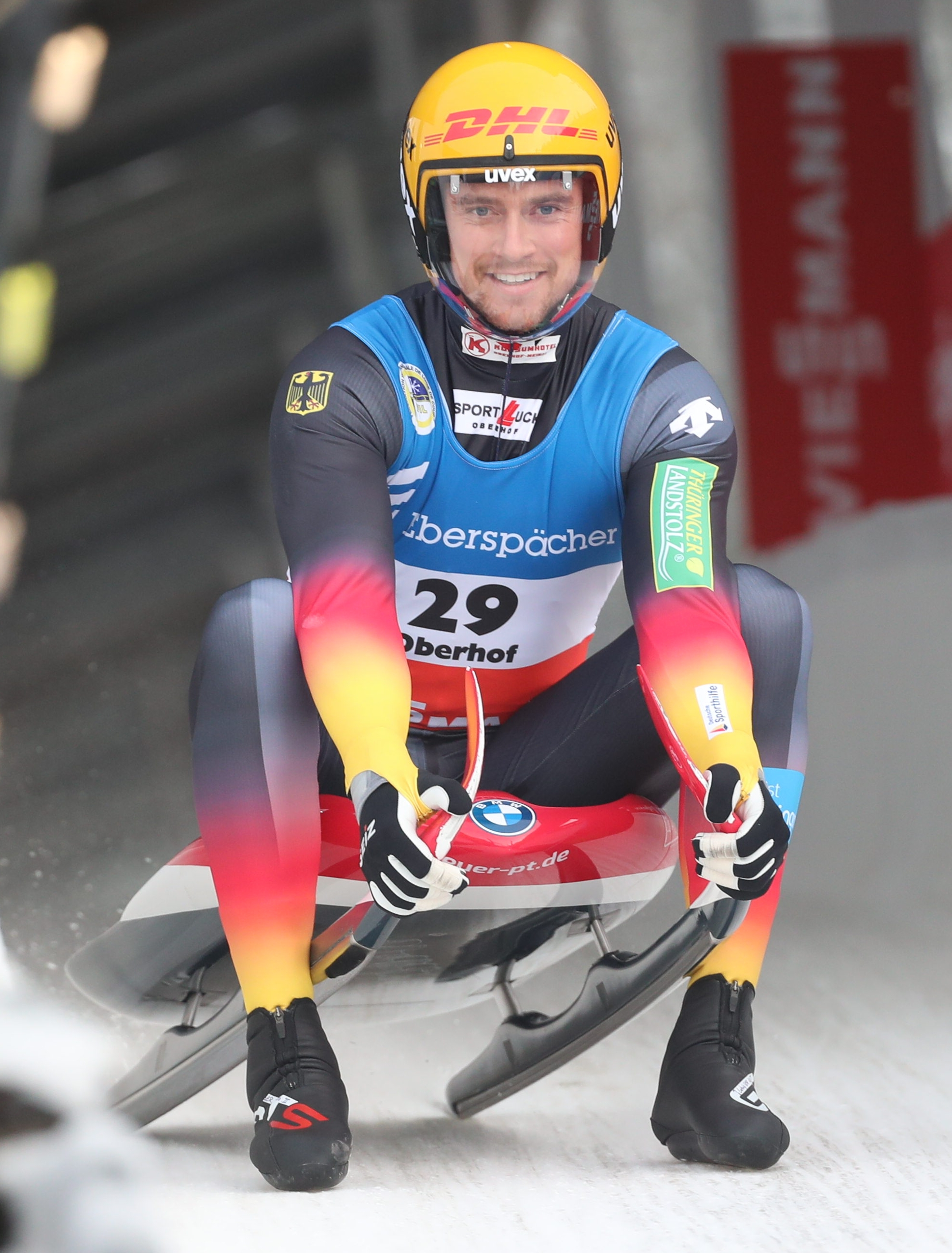
Johannes Ludwig

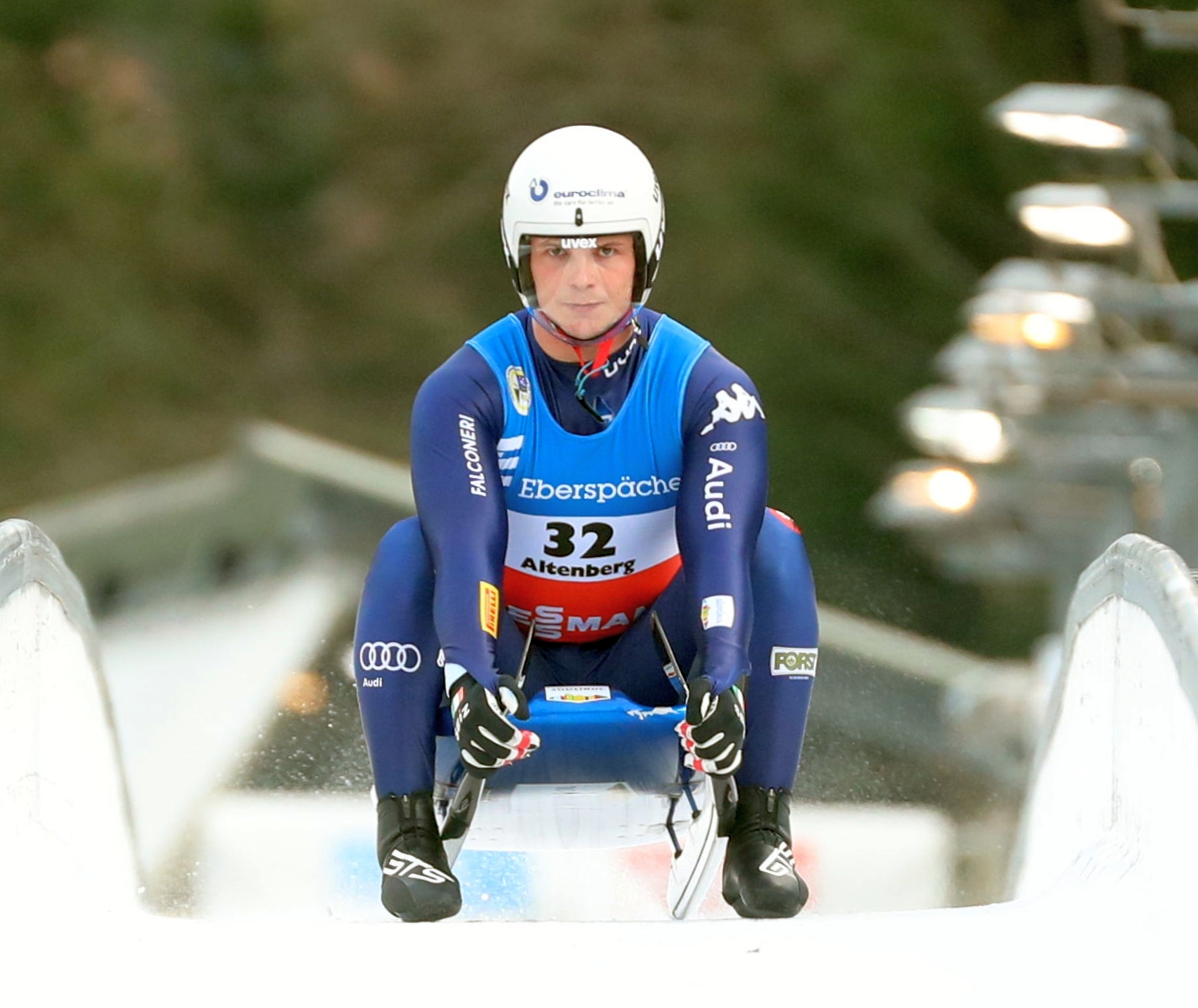
Dominik Fischnaller

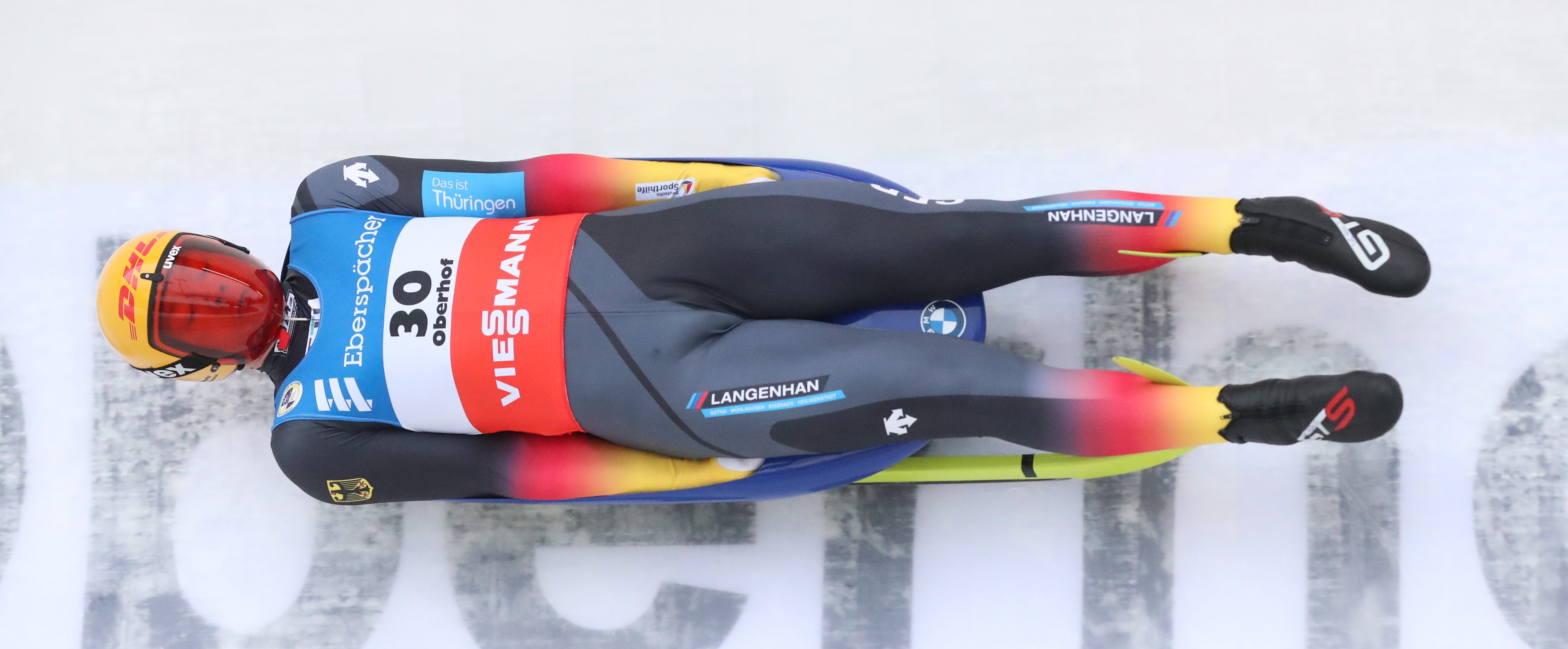
Max Langenhan, U23-Europameister

| Platz | Sportlerin                          | Laufzeiten        | Zeit             |
| ----- | ----------------------------------- | ----------------- | ---------------- |
| 01    | Felix Loch                          | 48,025 s 47,859 s | 1:35,884 Minuten |
| 02    | Johannes Ludwig                     | 48,069 s 48,035 s | 1:+0,220 s       |
| 03    | Dominik Fischnaller                 | 48,114 s 48,057 s | 1:+0,287 s       |
| 04    | Artūrs Dārznieks                    | 48,098 s 48,094 s | 1:+0,308 s       |
| 05    | Semjon Pawlitschenko                | 48,208 s 48,047 s | 1:+0,371 s       |
| 06    | Alexander Gorbazewitsch             | 48,214 s 48,078 s | 1:+0,408 s       |
| 07    | Roman Repilow                       | 48,135 s 48,168 s | 1:+0,419 s       |
| 08    | Nico Gleirscher                     | 48,376 s 48,067 s | 1:+0,559 s       |
| 09    | Wolfgang Kindl                      | 48,141 s 48,357 s | 1:+0,614 s       |
| 10    | Max Langenhan (U23)                 | 48,305 s 48,272 s | 1:+0,693 s       |
| 11    | Riks Rozītis                        | 48,327 s 48,291 s | 1:+0,734 s       |
| 12    | Gints Bērziņš (U23)                 | 48,473 s 48,295 s | 1:+0,884 s       |
| 13    | Kevin Fischnaller                   | 48,548 s 48,340 s | 1:+0,941 s       |
| 14    | Andrij Mandsij                      | 48,380 s 48,714 s | 1:+1,210 s       |
| 15    | Jozef Ninis                         | 48,548 s 48,627 s | 1:+1,219 s       |
| 16    | Moritz Bollmann (U23)               | 48,675 s 48,516 s | 1:+1,307 s       |
| 17    | Mateusz Sochowicz                   | 48,675 s 48,639 s | 1:+1,430 s       |
| 18    | Chris Eißler                        | 48,676 s 48,678 s | 1:+1,470 s       |
| 19    | Valentin Crețu                      | 48,940 s 48,946 s | 1:+2,002 s       |
| 20    | Anton Dukatsch                      | 48,465 s 49,812 s | 1:+2,393 s       |
| 21    | Svante Kohala (U23)                 | 49,116 s 49,170 s | 1:+2,402 s       |
| 22    | Lukas Gufler (U23)                  | 49,296 s 49,081 s | 1:+2,493 s       |
| 23    | Giorgi Sogoiani                     | 49,447 s 49,609 s | 1:+3,172 s       |
| 24    | Marián Skupek (U23)                 | 50,050 s 50,867 s | 1:+5,033 s       |
| 25    | Theodor Andrei Aurelian Turea (U23) | 60,325 s 49,619 s | +14,060 s        |
| 26    | Kacper Tarnawski (U23)              |                   |                  |
| 27    | Pawel Angelow                       |                   |                  |
| 28    | Saba Kumaritaschwili                |                   |                  |
| 29    | Jozef Hušla (U23)                   |                   |                  |
| 30    | Mirza Nikolajev (U23)               |                   |                  |
| 31    | Ionuţ Şişcanu (U23)                 |                   |                  |
| 32    | Michael Lejsek (U23)                |                   |                  |
| 33    | Iulian Oprea (U23)                  |                   |                  |
| 34    | Oleh-Roman Pylypiw (U23)            |                   |                  |
| DNF   | Jonas Müller                        | 48,233 s DNF      |                  |
| DNF   | Pawel Repilow (U23)                 | 48,833 s DNF      |                  |
| DSQ   | Reinhard Egger                      |                   |                  |
| DSQ   | David Gleirscher                    |                   |                  |

### Doppelsitzer

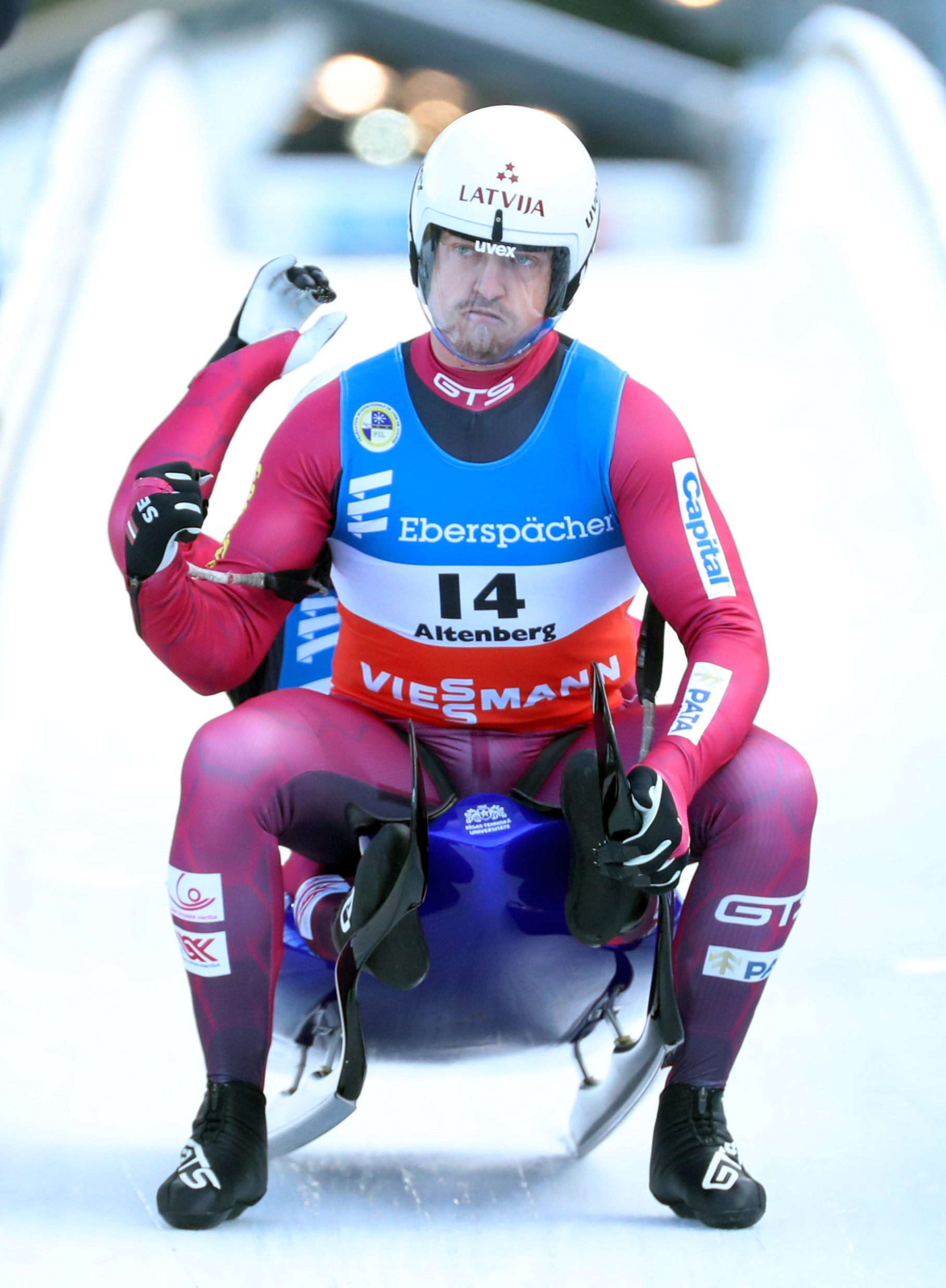
Andris und Juris Šics, Europameister

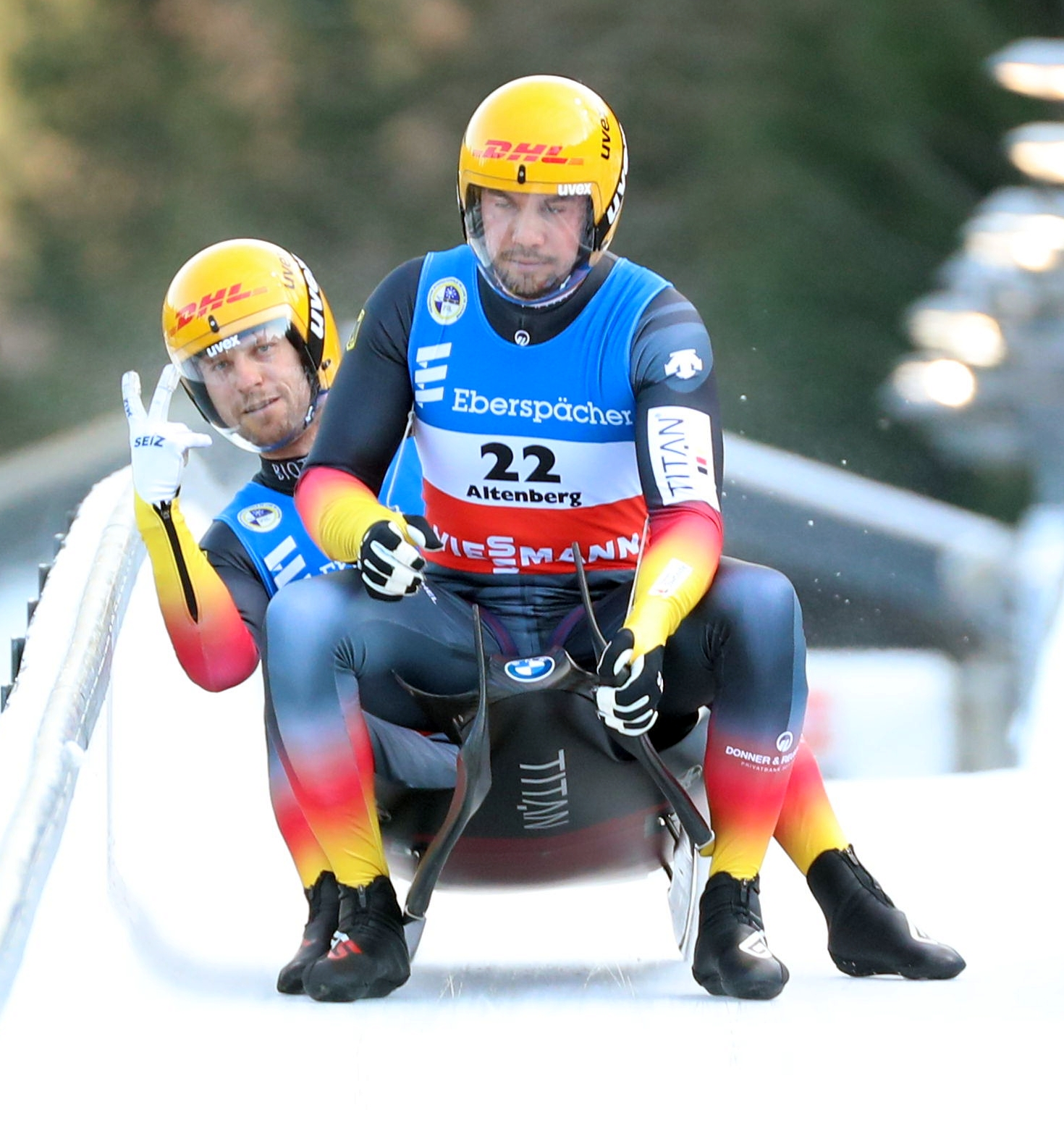
Tobias Wendl und Tobias Arlt

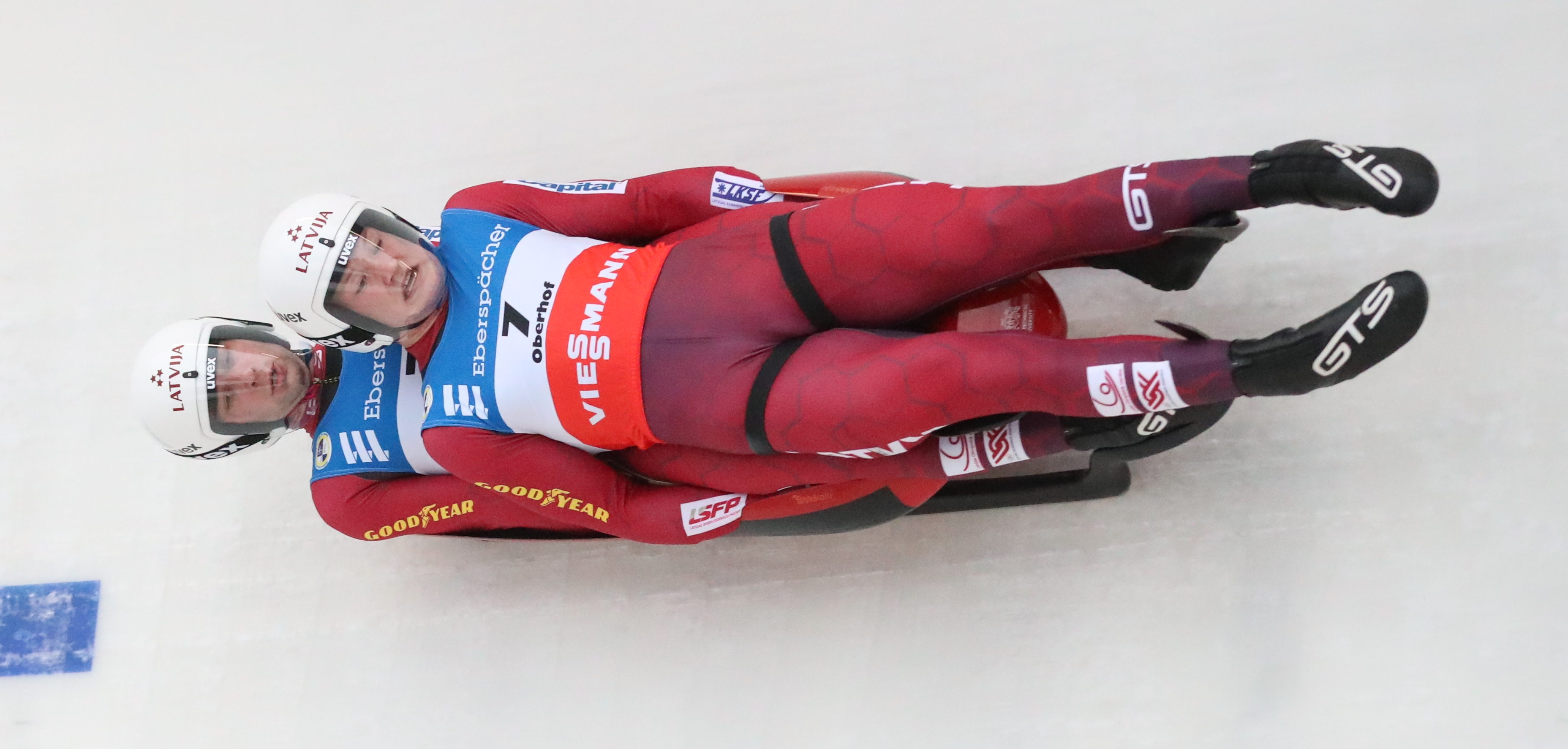
Mārtiņš Bots und Roberts Plūme, U23-Europameister

| Platz | Sportler                                      | Laufzeiten        | Zeit             |
| ----- | --------------------------------------------- | ----------------- | ---------------- |
| 01    | Andris Šics/Juris Šics                        | 41,779 s 41,831 s | 1:23,610 Minuten |
| 02    | Tobias Wendl/Tobias Arlt                      | 41,814 s 41,825 s | 1:+0,029 s       |
| 03    | Mārtiņš Bots/Roberts Plūme (U23)              | 41,863 s 41,847 s | 1:+0,100 s       |
| 04    | Wsewolod Kaschkin/Konstantin Korschunow (U23) | 41,914 s 42,012 s | 1:+0,316 s       |
| 05    | Thomas Steu/Lorenz Koller                     | 41,961 s 41,985 s | 1:+0,336 s       |
| 06    | Lettland/Pēteris Kalniņš                      | 41,993 s 41,967 s | 1:+0,350 s       |
| 07    | Ludwig Rieder/Patrick Rastner                 | 42,029 s 41,989 s | 1:+0,408 s       |
| 08    | Wojciech Chmielewski/Jakub Kowalewski         | 42,113 s 42,223 s | 1:+0,726 s       |
| 09    | Yannick Müller/Armin Frauscher                | 42,198 s 42,141 s | 1:+0,729 s       |
| 10    | Emanuel Rieder/Simon Kainzwaldner             | 42,223 s 42,183 s | 1:+0,796 s       |
| 11    | Robin Geueke/David Gamm                       | 42,300 s 42,151 s | 1:+0,841 s       |
| 12    | Ivan Nagler/Fabian Malleier (U23)             | 42,305 s 42,224 s | 1:+0,919 s       |
| 13    | Wladislaw Juschakow/Juri Prochorow            | 42,198 s 42,421 s | 1:+1,009 s       |
| 14    | Tomáš Vaverčák/Matej Zmij (U23)               | 42,343 s 42,598 s | 1:+1,331 s       |
| 15    | Alexander Denissjew/Wladislaw Antonow         | 42,145 s 42,857 s | 1:+1,392 s       |
| 16    | Ihor Stachiw/Andrij Lyssezkyj (U23)           | 42,716 s 42,777 s | 1:+1,883 s       |
| 17    | Filip Vejdělek/Zdeněk Pěkný (U23)             | 42,858 s 42,884 s | 1:+2,132 s       |
| 18    | Juri Gatt/Riccardo Schöpf (U23)               | 42,715 s 44,610 s | 1:+3,715 s       |
| 19    | Ionuţ Şişcanu/Iulian Oprea (U23)              | 44,090 s 44,252 s | 1:+4,732 s       |
| 20    | Toni Eggert/Sascha Benecken                   | 53,381 s 41,898 s | +11,669 s        |
| 21    | Jakub Karaś/Mateusz Karaś (U23)               | 50,345 s 48,211 s | +14,946 s        |
| 22    | Wadym Mykyjewytsch/Bohdan Babura (U23)        | 53,723 s 44,909 s | +15,022 s        |
| 23    | Ihor Hoj/Rostyslaw Lewkowytsch (U23)          |                   |                  |

### Teamstaffel

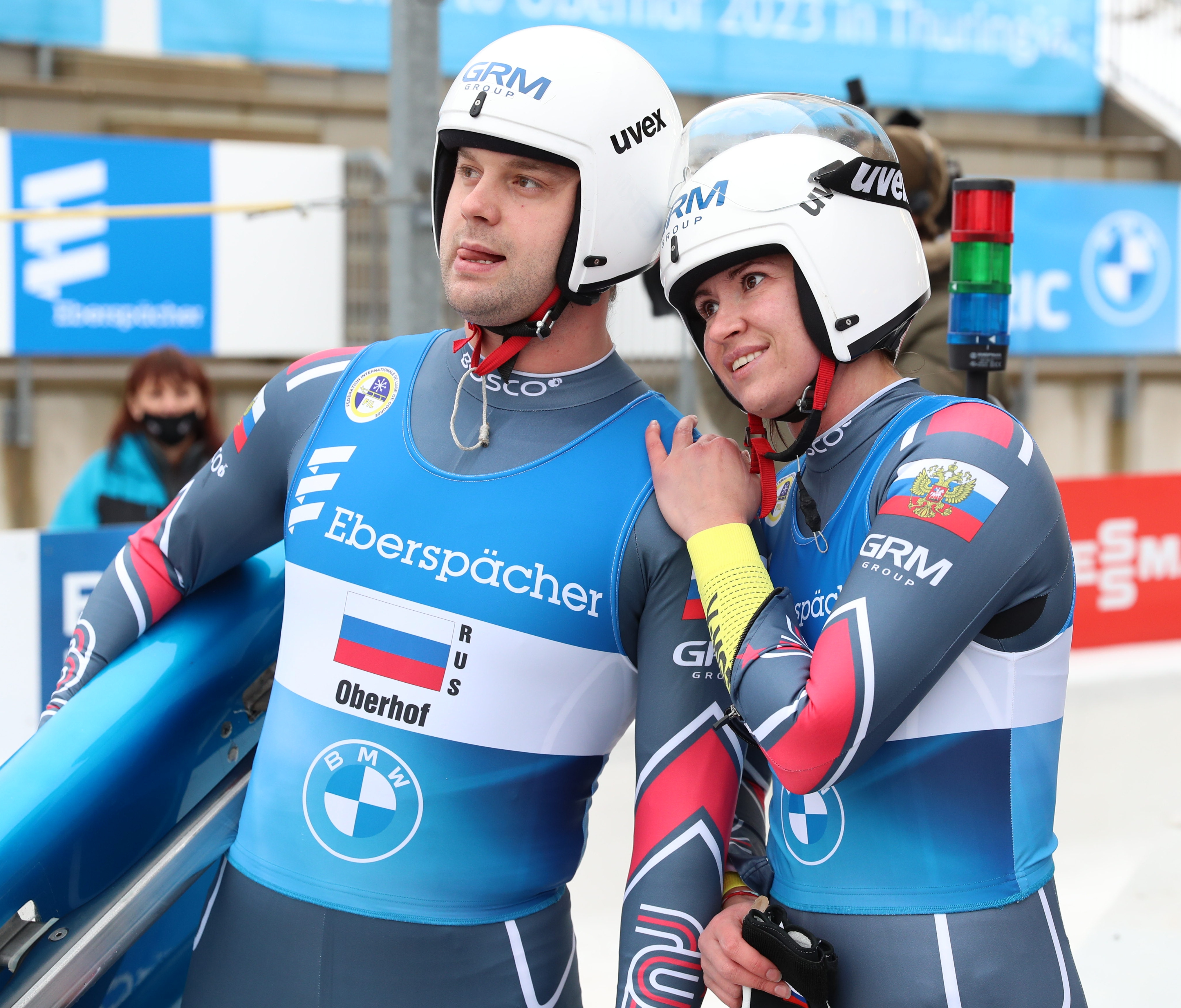
Tatjana Iwanowa und Semjon Pawlitschenko

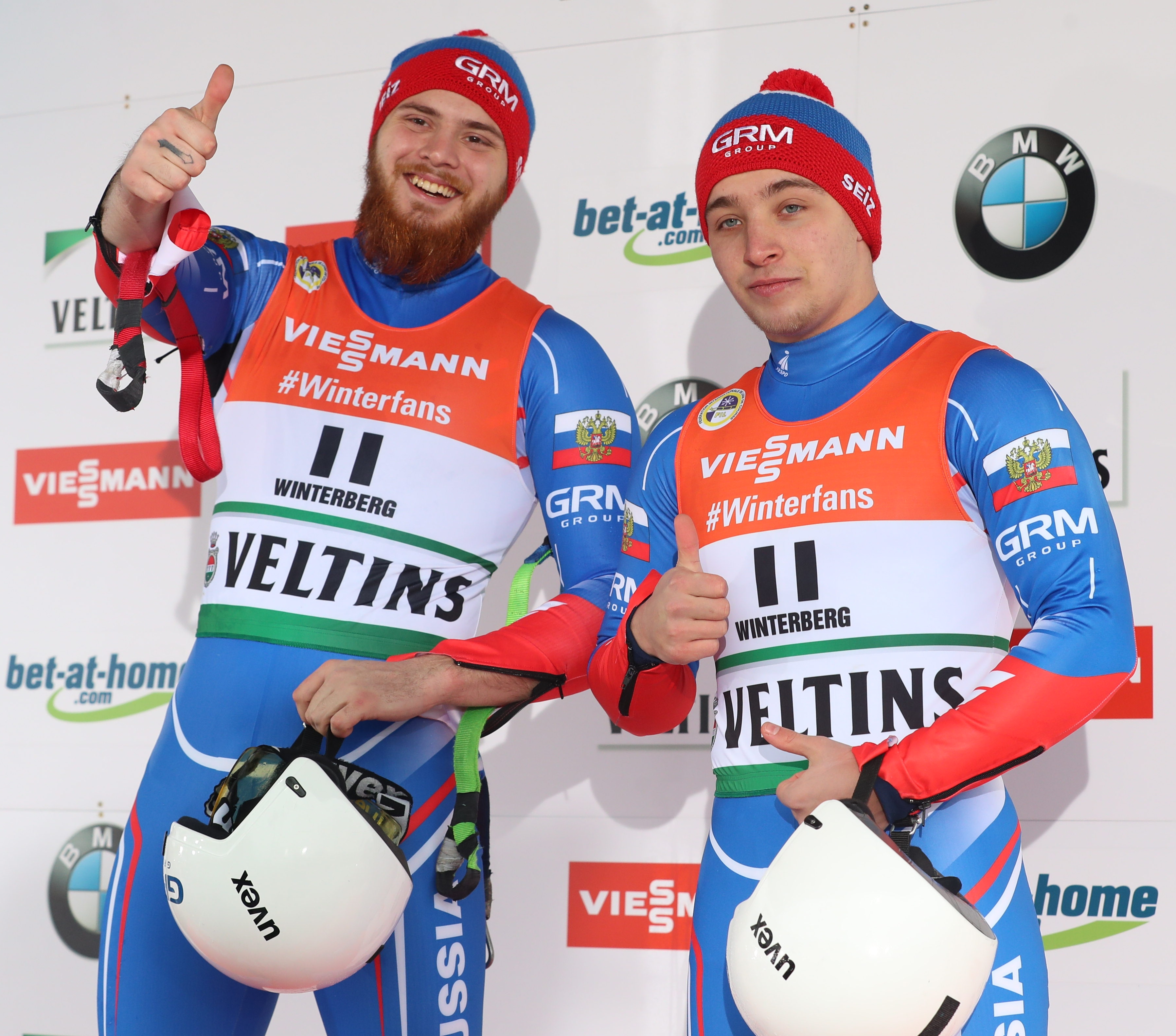
Wsewolod Kaschkin und Konstantin Korschunow

| Platz | Sportler                                                                             | Zeit                                                      |
| ----- | ------------------------------------------------------------------------------------ | --------------------------------------------------------- |
| 01    | RusslandTatjana Iwanowa Semjon Pawlitschenko Wsewolod Kaschkin/Konstantin Korschunow | 2:12:833 Minuten                                          |
| 02    | LettlandElīza Tīruma Artūrs Dārznieks Andris Šics/Juris Šics                         | 1:+0,167 s                                                |
| 03    | DeutschlandNatalie Geisenberger Felix Loch Tobias Wendl/Tobias Arlt                  | 1:+0,189 s                                                |
| 04    | ItalienAndrea Vötter Dominik Fischnaller Ludwig Rieder/Patrick Rastner               | 1:+0,816 s                                                |
| 05    | SlowakeiKatarína Šimoňáková Jozef Ninis Tomáš Vaverčák/Matej Zmij                    | 1:+2,028 s                                                |
| 06    | UkraineOlena Stezkiw Andrij Mandsij Ihor Stachiw/Andrij Lyssezkyj                    | 1:+2,260 s                                                |
| 07    | PolenKlaudia Domaradzka Mateusz Sochowicz/Wojciech Chmielewski Jakub Kowalewski      | 1:+2,584 s                                                |
| DSQ   | ÖsterreichMadeleine Egle Nico Gleirscher Thomas Steu/Lorenz Koller                   | Madeleine Egle verpasste das Touchpad zur Staffelübergabe |

## Medaillenspiegel
Die U23-Wertung wird für den Medaillenspiegel nicht berücksichtigt.
| Platz | Land        | Gold | Silber | Bronze | Gesamt |
| ----- | ----------- | ---- | ------ | ------ | ------ |
| 1     | Russland    | 2    | 0      | 1      | 3      |
| 2     | Deutschland | 1    | 3      | 1      | 5      |
| 3     | Lettland    | 1    | 1      | 1      | 3      |
| 4     | Italien     | 0    | 0      | 1      | 1      |